# Họ Địa tiền
Marchantiaceae là một họ rêu trong bộ Marchantiales.